# Abel P. Upshur
Abel Parker Upshur (Condado de Northampton, 17 de junio de 1790 -Río Potomac, 28 de febrero de 1844) fue un abogado, juez y político estadounidense. Se desempeñó como Secretario de la Armada y Secretario de Estado durante la presidencia de John Tyler.
Tuvo un papel clave en la negociación del tratado secreto que llevó a la anexión de Texas a los Estados Unidos en 1845 y luego para garantizar que Texas fuera admitido en los Estados Unidos como un estado esclavista. Estaba entre las seis personas que murieron el 28 de febrero de 1844, debido a una explosión a bordo del USS Princeton durante un paseo en el río Potomac.

## Biografía

### Primeros años
Nació en Virginia en 1790, siendo uno de doce hijos. Su padre Littleton Upshur, descrito como un «federalista acérrimo e individualista», fue dueño de la plantación Vaucluse, miembro de la Legislatura de Virginia y capitán del Ejército de los Estados Unidos durante la guerra anglo-estadounidense de 1812.
Asistió a la Universidad de Princeton y al Colegio Yale; donde fue expulsado por participar en una rebelión estudiantil. No se graduó y regresó a Richmond (Virginia), para estudiar derecho de forma privada. Fue admitido en el colegio de abogados en 1810. Se estableció brevemente la práctica en Baltimore (Maryland), pero regresó a Virginia después de la muerte de su padre.

### Carrera política
Fue elegido para un período en la Cámara de Delegados de Virginia en 1812, fue procurador de la Mancomunidad de Richmond (1816–1823), se presentó sin éxito para el Congreso de los Estados Unidos y regresó a la legislatura estatal desde 1825 hasta 1827. Fue elegido juez de la Corte General de Virginia en 1826, y fue delegado a la Convención Constitucional del Estado de Virginia de 1829–1830.

#### Secretario de la Armada
Después de que John Tyler asumiera la presidencia de los Estados Unidos en 1841, nombró a Upshur como Secretario de la Armada en octubre de ese año. Su tiempo en la Armada estuvo marcado por un fuerte énfasis en la reforma y reorganización, y los esfuerzos para expandir y modernizar el servicio. Ocupó el cargo desde el 11 de octubre de 1841 hasta el 23 de julio de 1843. Entre sus logros se encuentran el reemplazo de la antigua Junta de Comisionados de la Armada por el sistema de oficinas, la regularización del cuerpo de oficiales, el aumento de las apropiaciones de la Armada, la construcción de nuevos buques de guerra y barcos de vapor, y el establecimiento del Observatorio Naval de los Estados Unidos y la Oficina Hidrográfica. También fue un firme defensor de la expansión del tamaño de la Armada de los Estados Unidos, buscando que tuviera al menos la mitad del tamaño de la Marina Real británica.

#### Secretario de Estado
En julio de 1843, el presidente Tyler lo nombró como secretario de estado, en reemplazo de Daniel Webster, quien había renunciado. Su principal logro fue abogar por la anexión de la República de Texas como estado esclavista. Upshur y el embajador de Texas, Isaac Van Zandt, trabajaron estrechamente en el tratado de anexión. También estuvo profundamente involucrado en las negociaciones en la disputa fronteriza de Oregón y fue un firme defensor de integrar el territorio de Oregón a los Estados Unidos. Finalmente, estuvo dispuesto a aceptar el paralelo 49 norte para la frontera norte entre los Estados Unidos y Canadá, aunque las negociaciones no finalizaron hasta después de su muerte y el final del mandato de Tyler como presidente.

### Explosión del USSPrinceton
El 28 de febrero de 1844, se unió al presidente Tyler y otros dignatarios para un crucero por el río Potomac en el nuevo barco de vapor USS Princeton. Él y otros cinco dignatarios  fallecieron cuando uno de los cañones de la nave explotó durante una demostración de su potencia de fuego. Fue enterrado en el cementerio del Congreso en Washington D. C.

## Homenajes
El destructor USS Abel P. Upshur, primero utilizado por la armada estadounidense y luego por la Marina Real británica, fue nombrado en honor. Llevan su nombre el condado de Upshur (Virginia Occidental), el condado de Upshur (Texas), calles en el noroeste de Washington D. C., Arlington (Virginia); Maryland; y al noroeste de Portland (Oregón); como así también el  Monte Upshur, conocido como Boundary Peak 17, una cumbre en la frontera entre Alaska y la Columbia Británica (Canadá).